# Vesicularia kurzii
Vesicularia kurzii är en bladmossart som beskrevs av Brotherus 1908. Vesicularia kurzii ingår i släktet Vesicularia och familjen Hypnaceae. Inga underarter finns listade i Catalogue of Life.